# VV Oosterparkers in het seizoen 1956/57
Het seizoen 1956/1957 was het tweede jaar in het bestaan van de Groninger betaaldvoetbalclub Oosterparkers. De club kwam uit in de Tweede divisie A en eindigde daarin op de 14e plaats.

## Wedstrijdstatistieken

### Tweede divisie A
|       | Be Quick | Enschedese Boys | Go Ahead | Heerenveen | Heracles | Leeuwarden | Oldenzaal | PEC   | Rheden | Tubantia | Veendam | Velocitas | Zwartemeer | Zwolsche Boys |
| ----- | -------- | --------------- | -------- | ---------- | -------- | ---------- | --------- | ----- | ------ | -------- | ------- | --------- | ---------- | ------------- |
| Thuis | 0 – 5    | 3 – 2           | 1 – 4    | 2 – 4      | 0 – 2    | 1 – 3      | 4 – 1     | 4 – 1 | 1 – 4  | 2 – 1    | 1 – 1   | 2 – 5     | 3 – 1      | 3 – 1         |
| Uit   | 2 – 3    | 0 – 3           | 2 – 1    | 4 – 0      | 2 – 1    | 3 – 0      | 2 – 0     | 9 – 3 | 3 – 1  | 2 – 0    | 2 – 1   | 3 – 4     | 1 – 1      | 3 – 4         |

## Statistieken Oosterparkers 1956/1957

### Eindstand Oosterparkers in de Nederlandse Tweede divisie A 1956 / 1957
| Stand | Gespeeld | Gewonnen | Gelijk | Verloren | Punten | Doelpunten voor | Doelpunten tegen |
| ----- | -------- | -------- | ------ | -------- | ------ | --------------- | ---------------- |
| 12e   | 28       | 10       | 2      | 16       | 22     | 49              | 73               |

### Topscorers
| Competitie \| # \| Naam \| \| \| ---------------- \| --------------------------- \| -- \| \| 1. \| Jan Groninger \| 20 \| \| 2. \| Klaas Snip \| 8 \| \| 3. \| Cor van Dorst \| 6 \| \| 4. \| Chris Metus \| 3 \| \| 5. \| Tjerk Bolhuis \| 2 \| \| 5. \| Henk Duitsch \| 2 \| \| 5. \| Mans Weessies \| 2 \| \| 8. \| Johannes Dillema \| 1 \| \| 8. \| John de Hoogen \| 1 \| \| 8. \| Roelof Minck \| 1 \| \| Eigen doelpunten \| \| \| \| 1. \| Evert Drommel (Velocitas) \| 1 \| \| 1. \| Klep Kuipers (Be Quick) \| 1 \| \| 1. \| Nico van Triest (Oldenzaal) \| 1 \| \| Totaal \| Totaal \| 49 \| |                             |      |
| # | Naam                        | Goal |
| 1. | Jan Groninger               | 20   |
| 2. | Klaas Snip                  | 8    |
| 3. | Cor van Dorst               | 6    |
| 4. | Chris Metus                 | 3    |
| 5. | Tjerk Bolhuis               | 2    |
| 5. | Henk Duitsch                | 2    |
| 5. | Mans Weessies               | 2    |
| 8. | Johannes Dillema            | 1    |
| 8. | John de Hoogen              | 1    |
| 8. | Roelof Minck                | 1    |
| Eigen doelpunten |                             |      |
| 1. | Evert Drommel (Velocitas)   | 1    |
| 1. | Klep Kuipers (Be Quick)     | 1    |
| 1. | Nico van Triest (Oldenzaal) | 1    |
| Totaal | Totaal                      | 49   |